# Centro elaborazione dati

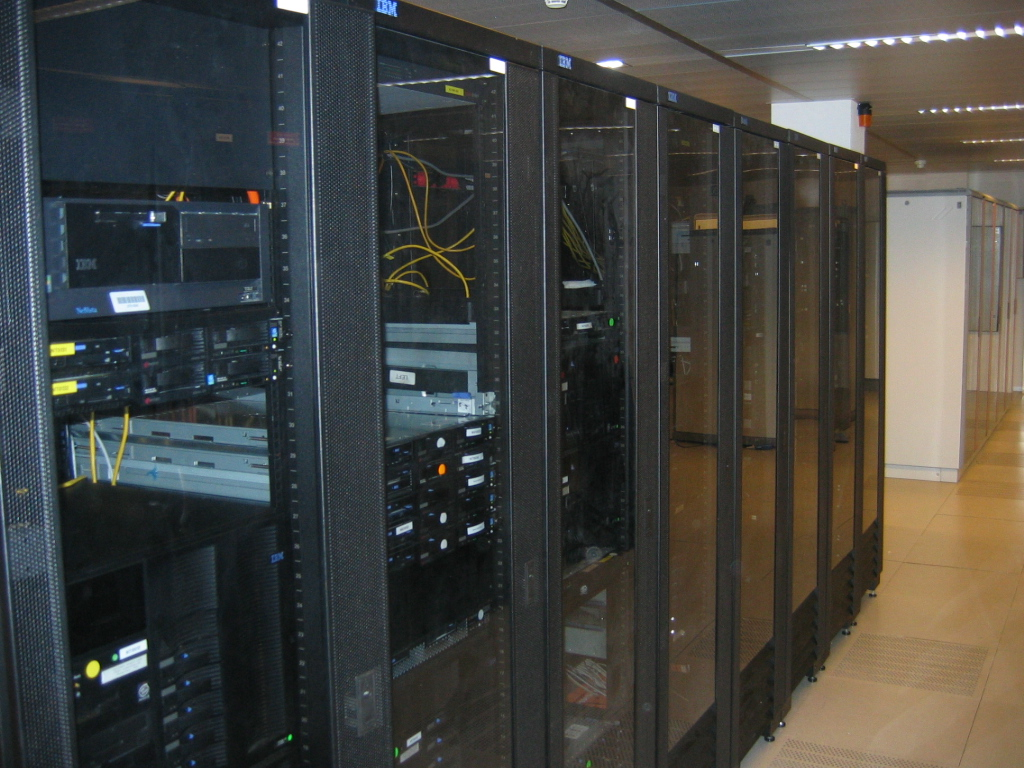
Interno di un centro di elaborazione dati con armadi e relativi rack.

Un centro elaborazione dati (CED) o in inglese data center è una funzione all'interno di un'organizzazione (impresa, ente pubblico, associazione, ecc.) che coordina e mantiene le apparecchiature ed i servizi di gestione delle risorse informatiche (tra cui i dati), ovvero l'infrastruttura IT, a servizio di uno o più fruitori. Può essere denominato servizio elaborazione dati (SED), soprattutto in presenza di accordi di esternalizzazione.
È presente sia all'interno di enti pubblici e privati, e al suo interno possono essere presenti vere e proprie server farm. In alcuni casi sono strutture organizzate su scala industriale ed operano utilizzando una quantità di energia elettrica paragonabile a quella di una città di piccole dimensioni,  a volte fonte significativa di inquinamento atmosferico sotto forma di emissioni Diesel.

## Descrizione e funzioni

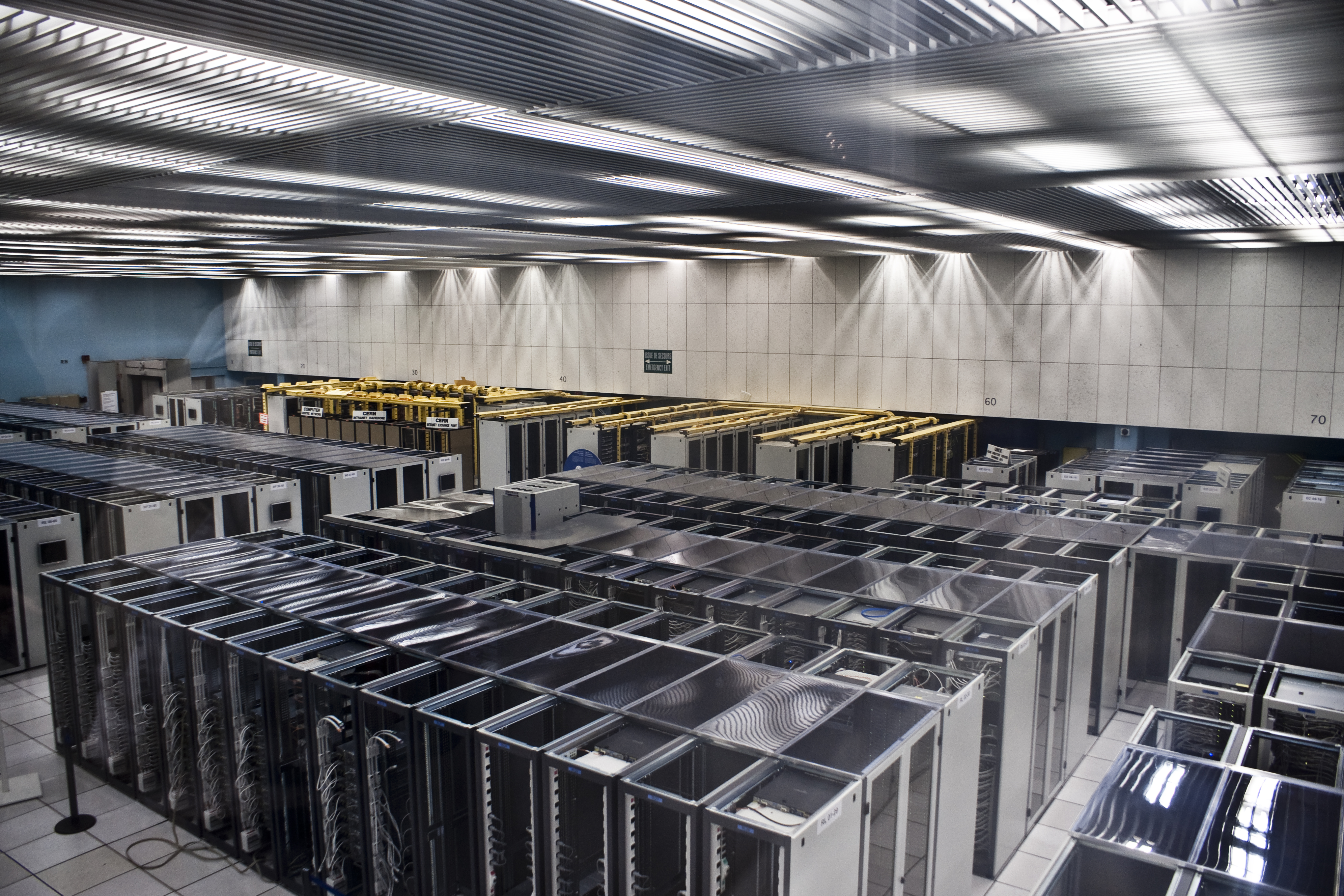
Il centro elaborazione dati del CERN a Ginevra

Le informazioni e le conoscenze sono oggi a disposizione in diverse forme e con varie metodologie di accesso ed è noto ormai il valore della comunicazione, sia essa mutuata attraverso corrispondenza cartacea, telefono, fax o strumenti telematici come la posta elettronica ed il Web.
Il CED serve a coordinare e gestire la diffusione delle informazioni all'interno della realtà in cui opera affinché si abbiano a disposizione tutte le conoscenze necessarie senza essere sopraffatti dall'obesità da nozione, effetto primario dell'eccesso di informazioni, spesso ridondanti, che sono a disposizione di ognuno. Nonostante la storica denominazione, ormai i "dati" sono solo una delle tante risorse erogate (ora si tende a parlare di "processi e servizi" digitali).
In quest'ottica un CED deve fornire il supporto informatico sia generico che specifico per la gestione organizzativa e amministrativa e le attività di sorveglianza. Fornisce inoltre consulenza tecnico-scientifica alle diverse strutture in materia di sistemi di elaborazione, reti di calcolo e sistemi informativi oltre a valutare le esigenze e gli obiettivi da realizzare per la funzionalità dei servizi informatizzati.
Nelle realtà più grandi è responsabile dell'orientamento dei responsabili di progetto che lo richiedano, delle scelte di sviluppo e di gestione dei loro sistemi informatici e telematici periferici e dell'assistenza delle sezioni o sedi distaccate nella gestione, nell'utilizzo di sistemi informatici e nelle scelte strategiche ed operative.
In alcuni casi, ed in alcune limitate realtà, svolge attività di studio, ricerca, didattica e coordinamento nel campo dell'informatica e delle sue applicazioni, mantiene rapporti e sviluppa collaborazioni con enti e organismi pubblici e privati nei settori di comune interesse e promuove la diffusione di una cultura informatica, attraverso la formazione, la qualificazione e l'aggiornamento degli utenti.
L'alternativa ad un CED interno è quello di affidarsi (parzialmente o integralmente) a servizi di housing o di hosting sebbene, paradossalmente, sono proprie le aziende più piccole che continuano ad avere, preferibilmente, un'infrastruttura interna (seppur minimale) e a non esternarla.
Il CED provvede quindi a:
- gestire e mantenere l'architettura telematica
- acquisire, predisporre e gestire apparecchiature informatiche e le strutture telematiche, programmi, basi di dati, comunicazioni, documentazione e quant'altro di uso comune
- definire le politiche di sicurezza, definire i limiti di utilizzo delle risorse del CED e a far rispettare il regolamento informatico
- fornire un articolato e qualificato servizio di consulenza
- organizzare corsi, seminari e incontri, avvalendosi della collaborazione di esperti anche esterni.

Le attività del CED sono:
- gestione di sistemi operativi del CED e consulenza per strutture Client-server AIX, UNIX, Linux, Solaris, Windows, Macintosh
- gestione software e hardware dei server del CED
- gestione dei server di acquisizione e analisi dei dati
- gestione della rete locale e del dominio
- cura dei seguenti servizi di rete: posta elettronica, server web internet e intranet, IP e DNS, server FTP, server di accesso, server proxy http, server firewall, stampa in rete e connettività locale e geografica col protocollo TCP/IP

- monitoraggio attività dei server del CED, del traffico di rete e archiviazione di questi dati
- gestione di periferiche: stampanti, X-Terminal, terminal server, print server, bridge wireless, scanner d'immagine e plotter
- gestione delle memorie di massa e dei backup dati sui server del CED
- occuparsi della sempre più rilevante quota di apparati di tipo  dispositivo mobile
- gestione delle chiamate di assistenza per interventi su hardware e corrispondente assistenza durante le operazioni di riparazione (Help desk)
- supporto HD e SW agli impianti e servizi aziendali (videosorveglianza, controllo accessi, antincendio, timbratrici, climatizzazione ed ergonomia, ecc.)
- consulenza agli acquisti informatici e telematici per una valida gestione
- cura dei rapporti tecnico-operativi con le sezioni attraverso la figura del referente informatico di sezione
- gestione software della centrale telefonica
- predisposizione di eventuali convenzioni con soggetti pubblici e privati.

## Organizzazione

### Le risorse umane
Le figure professionali che agiscono all'interno di un centro elaborazione dati sono varie e diversificate, quasi tutte in possesso di conoscenze informatiche.

### Le apparecchiature

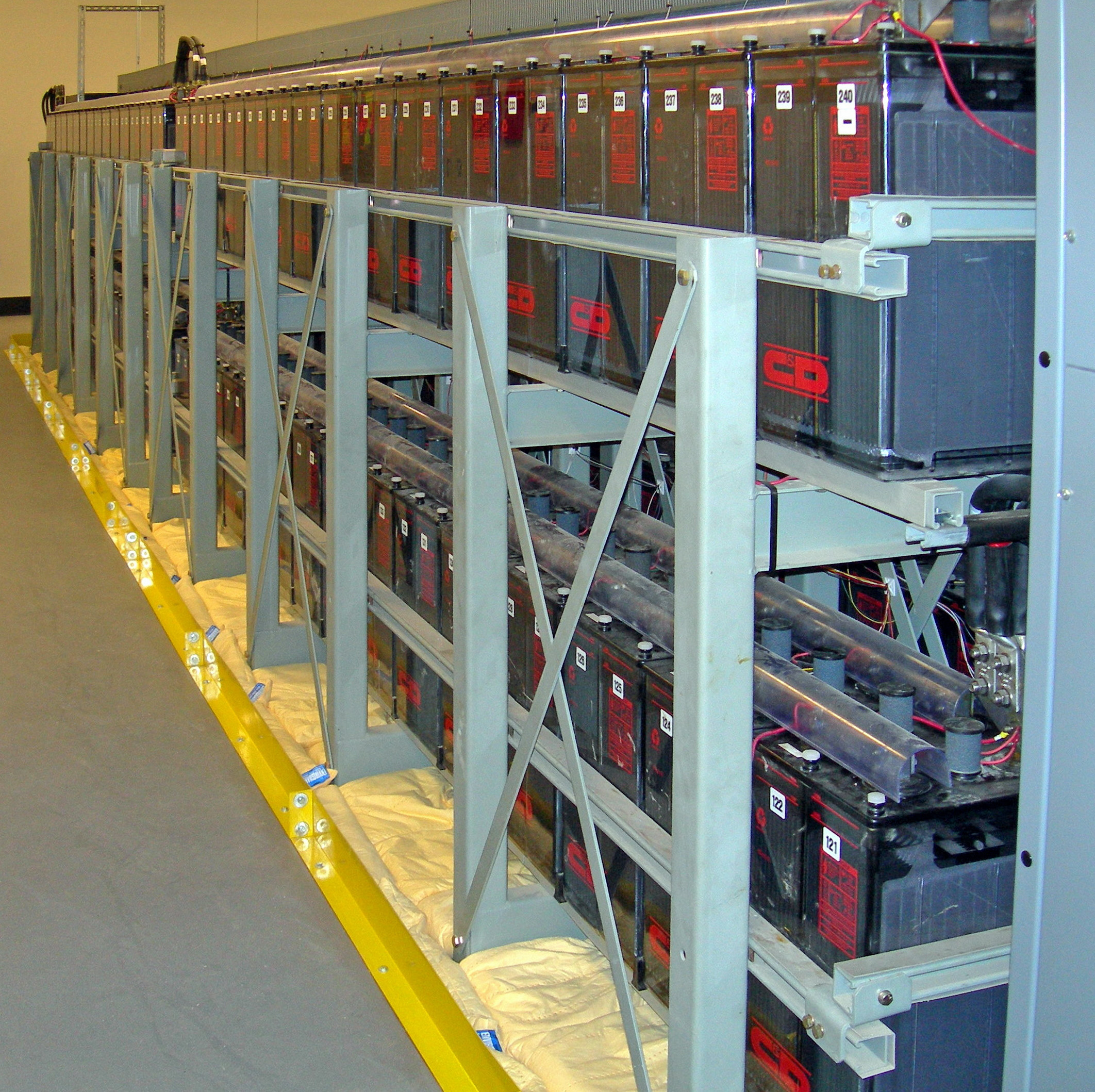
Batterie di backup di un CED

Armadi racki server normalmente sono disposti in armadi rack per permettere un rapido accesso e facilità di sostituzione degli stessi e facilitare il collegamento dei vari cavi per le comunicazioni e l'alimentazione elettrica.
Apparati di retesi intende come apparato di rete uno switch che garantisca elevata sicurezza, affidabilità e scalabilità e consenta facilmente successivi upgrade software. Saranno attivati così i servizi di rete intelligenti come la QoS (Quality of Service) avanzata, la prioritizzazione del traffico, i filtri di sicurezza e la gestione multicast fino alla rete perimetrale mantenendo allo stesso tempo la semplicità dello switching LAN tradizionale.
UPSla scelta del gruppo di continuità più adatto va fatta all'insegna della scalabilità dei tempi di autonomia così che si possa estendere ed ottimizzare per l'applicazione tramite l'uso di moduli batterie compatibili. Spesso viene usato in congiunzione con il gruppo elettrogeno, in modo tale da alimentare il CED mentre viene avviato quest'ultimo.
Gruppo elettrogenoin caso di mancata tensione di rete perpetuata nel tempo sono necessari uno o più gruppi elettrogeni Diesel in grado di alimentare l'interno CED per giorni o per consentire uno spegnimento controllato di tutti i sistemi.
Impianto di condizionamentoper via del surriscaldamento delle apparecchiature informatiche è necessario un sistema di raffreddamento che riporti le temperatura di esercizio a valori nominali, stabiliti per un rapporto costi benefici ottimale. Possono essere composti da semplici condizionatori d'aria simili a quelli d'uso domestico come da complessi sistemi sezionati e con flussi d'aria forzati.

### L'implementazione infrastrutturale
L'infrastruttura si articola in tre tipologie di servizi fondamentali: la messaggistica, la condivisione delle risorse e la sorveglianza.
- La messaggistica è quel servizio che permette di interagire vocalmente o per scritto. Fanno parte di questo tipo di servizi sia la comunicazione cartacea, il telefono e il fax che le E-Mail, la messaggistica istantanea, le chat ed i sistemi di videosorveglianza.
- La condivisione delle risorse è quel servizio che permette di utilizzare un'unica risorsa in più persone. Fanno parte di questo tipo di servizi gli spool di stampa, i server di Backup, gli spazi virtuali comuni.
- La sorveglianza è quel servizio che garantisce la sicurezza dei dati presenti nei locali fisici e virtuali. Fanno parte di questo tipo di servizi sia la protezione fisica delle apparecchiature che la supervisione come difesa dalle manomissioni software e dagli accessi non autorizzati.

Il primo passo da compiere è verificare che tutti i computer siano collegati in rete fra loro ed adoperarsi per realizzare una LAN, una rete locale che può essere connessa ad Internet anche in un secondo tempo. A tale scopo i computer devono essere già configurati per accogliere il router. Insieme al router è opportuno installare sempre un firewall per proteggere meglio la rete da intrusioni non autorizzate provenienti dall'esterno.
Nel realizzare la LAN è bene considerare anche la possibilità di non poter effettuare la normale opera di cablatura sia per problemi edili che economici; in questo caso è utile l'uso di uno o più access point per realizzare una rete locale senza fili, comunemente detta WLAN.
Una volta realizzata la rete è bene far sì che il personale familiarizzi con le migliorie disponibili ed acquisisca una maggiore attenzione all'organizzazione dei documenti. Per ottenere questo il modo più facile è realizzare una condivisione delle risorse, in particolare tutte le stampanti ed un singolo disco dedicato su un solo computer, scelto secondo le disponibilità: a questo disco possono accedere tutti per spostare file da una postazione all'altra usando la LAN al posto del comune scambio di dischetti. Bisogna altresì istruire gli utilizzatori affinché imparino a salvare sempre il lavoro ed utilizzino a tale scopo le apposite cartelle così da mantenere ordinato l'archivio e lo storico delle operazioni.
Il passo successivo è l'acquisto di un Server Centrale di Gestione a cui demandare il coordinamento delle risorse e la gestione del Disco Condiviso creato in precedenza implementando nello stesso tempo funzionalità di Backup di sicurezza.
A questo punto bisogna istruire il personale affinché esegua il backup dei propri dati sul disco condiviso, nell'apposita cartella; il sistema si occuperà di aggiornare il backup giornalmente sul secondo disco del server, appositamente configurato.
Da questo momento in poi è possibile gestire il collegamento ad Internet della struttura. Probabilmente saranno già presenti precedenti configurazioni di connessione come ad esempio dial-up dei singoli utenti o connessioni a banda larga istituite in precedenza: queste connessioni vanno disabilitate sia in funzione della stabilità della spesa economica che in funzione della sicurezza delle rete. Vanno altre sì comunicate agli utilizzatori alcune regole inerenti all'utilizzo di supporti proveniente dall'esterno per minimizzare il rischio di agenti esterni dannosi quali virus per sistema operativo Microsoft Windows o spyware e backdoor.

## I servizi
Sarebbe bene che un CED sapesse organizzarsi per offrire, se necessario, anche i seguenti servizi.
Assistenza clienti
Le soluzioni di gestione del rapporto con il cliente basate su Internet possono aiutare le aziende ad integrare e migliorare il rapporto con i propri consumatori e a soddisfare tutte le loro aspettative.
Automazione della forza vendita
Le nuove tecnologie basate su Internet consentono ai rivenditori di focalizzarsi su ciò che sanno fare meglio e ridurre le attività di tipo amministrativo. L'Automazione della Forza Vendita si concentra soprattutto sui processi di vendita come il contatto con i clienti, l'elaborazione degli ordini, l'archiviazione della corrispondenza, le previsioni di vendita e l'analisi delle prestazioni.
Comunicazione unificata
La gestione dei messaggi è un'attività che richiede tempo e che influisce notevolmente sulla produttività dei dipendenti. La Messaggistica Unificata e la Comunicazione Unificata permettono alle aziende di dare un forte impulso alla produttività dei dipendenti e di migliorare il servizio di assistenza clienti a costi ridotti.
Connessione Branch Office
A causa del decentramento dei processi aziendali verso gli uffici di filiale, più vicini ai clienti, per le medie e piccole imprese con più sedi le comunicazioni con la sede centrale possono rappresentare un problema. I dipendenti che si trovano nelle filiali devono infatti poter disporre dello stesso livello di comunicazione vocale e dei dati di cui dispongono i colleghi della sede centrale. Con Internet come piattaforma business, si ha oggi l'opportunità di sfruttare tutte le applicazioni IP strategiche che permettono di operare in modo più efficiente e di competere con aziende di ogni dimensione.
Comunicazioni web
I benefici che questa nuova forma di comunicazione porta alle aziende sono molteplici e diversificati e vanno personalizzati sulle esigenze specifiche anche analizzando gli aspetti strategici di implementazione.
Commercio elettronico
Analizzati i vari aspetti dell'economia digitale e le tipologie di commercio elettronico oggi diffuse, bisogna organizzare la struttura affinché l'azienda possa beneficiare dei vantaggi della vendita su Internet e anche implementando un sito Web di successo.
Gestione delle risorse umane
Gli strumenti di gestione delle risorse umane basati su Internet sono in grado di aiutare le aziende a ridurre i costi, riqualificare i dipendenti e aumentarne la produttività. Grazie alla potenzialità dei sistemi in rete si può comunicare facilmente con tutto il personale dell'azienda al quale viene messa a disposizione ogni informazione utile.
Gestione delle finanze
Esaminando da vicino i vari sistemi per la gestione finanziaria all'interno delle aziende, mettendo in luce i metodi per accelerare i tempi di raccolta delle informazioni in modo che l'azienda stessa possa poi prendere, nel modo più appropriato, le decisioni migliori, le soluzioni di Gestione delle Finanze basate su Internet hanno la capacità di abbassare i costi grazie all'aumento della produttività dei reparti finanziari dell'azienda ed alla riduzione degli errori.
Produzione e distribuzione
Le soluzioni Internet per la distribuzione permettono alle aziende di far arrivare i prodotti ai clienti in modo più efficiente, rendendo automatico il processo di gestione dell'inventario e del magazzino, dei trasporti verso l'interno e l'esterno e della distribuzione finale dei prodotti.
E-Procurement (approvvigionamento via Web)
Con l'automazione dei processi di acquisto le aziende possono condividere i dati con i propri fornitori e comprendere meglio i rapporti tra la domanda e l'offerta. Inoltre le attività di E-Procurement possono aiutare a gestire meglio i fornitori e a ridurre significativamente i costi di approvvigionamento.
La gestione della catena produttiva
Attraverso la gestione in rete della catena produttiva si snellisce il processo di interazione tra i fornitori e i clienti attraverso il Web. La Gestione della catena produttiva basata su Web ha come obiettivo quello di aumentare le vendite, ridurre i costi e migliorare la produzione attraverso la semplificazione dei processi di comunicazione tra tutti i partecipanti alla catena produttiva: fornitori, produttori, distributori, rivenditori e dettaglianti.
Telelavoro
L'introduzione del telelavoro e lo sviluppo del lavoro agile in un'organizzazione aziendale può portare benefici alla competitività e riduzione dei costi, ed ha il vantaggio di aumentare anche la soddisfazione della clientela.
Extranet VPN
Per creare un'extranet possono essere utilizzate tecnologie diverse tra cui, la più significativa, è la VPN o rete privata virtuale. Le extranet diventano uno strumento grazie al quale i partner aumentano e migliorano le comunicazioni commerciali e le aziende snelliscono i processi di scambio e collaborazione a favore dell'efficienza e della qualità delle relazioni.
Intranet VPN
Adottare una VPN all'interno dell'azienda garantisce innanzitutto la riservatezza dei dati, snellisce le operazioni, riduce i costi e consente un'amministrazione flessibile della rete. Inoltre, si riducono i costi delle comunicazione aziendali, poiché le VPN utilizzano Internet o la rete IP condivisa di un fornitore di servizi al posto delle costose linee dedicate.
Sicurezza delle reti
L'obiettivo principale della sicurezza delle reti è la protezione delle reti e delle applicazioni aziendali da ogni tipo di attacco o intrusione non autorizzata. Invece di focalizzarsi solo su un unico tipo di sicurezza, è importante comprendere la necessità di una soluzione di sicurezza delle reti completa, che sia in grado di proteggere totalmente i dati aziendali e le risorse di elaborazione.
Storage Networking
Lo storage networking, componente indispensabile dell'infrastruttura IT di un'azienda moderna, deve migliorare la disponibilità e l'integrità dei dati archiviati, consentendone agilmente la condivisione e l'utilizzo. Lo storage networking basato su IP permette ai dispositivi di archiviazione di essere accessibili, interconnessi e situati in qualsiasi parte del mondo.
Telefonia IP
Un numero sempre crescente di aziende sa ormai che i telefoni, i fax e i computer fanno parte di un'unica struttura globale di comunicazione. Inoltre, l'integrazione di dati e voce nella stessa rete permette a nuove e potenti applicazioni di migliorare il servizio assistenza clienti e di aumentare la produttività dei dipendenti e consente ai dipendenti, che si spostano per lavoro, di mantenere una comunicazione efficace con i clienti e i propri colleghi.
Voice over IP
La tecnologia Voice over IP, alternativa alla comunicazione vocale tradizionale, utilizza il protocollo IP che sta alla base della maggior parte delle applicazioni Internet e che consente quindi di rendere disponibili nuove applicazioni che integrano le e-mail e il browser web. La telefonia IP è dunque una soluzione di alta qualità per la comunicazione vocale che offre funzionalità allo stato dell'arte. Inoltre, l'utilizzo di un'unica rete per il trasporto del traffico vocale e dati permette alle aziende di ridurre notevolmente i costi di investimento, utilizzo e manutenzione della rete.
Web marketing
Gli aspetti commerciali del marketing sul Web possono diventare un elemento complementare delle attività tradizionali di marketing.

## La gestione economica
Il Total Cost of Ownership comprende nel computo i seguenti costi:
1. Amministrazione aziendale
2. Costi per l'hardware
3. Costi per il software
4. Inattività più o meno pianificata del singolo sistema
5. Gestione del parco macchine (Installazione e distribuzione in azienda, supporto, backup, manutenzione, rinnovo)
6. Operatività degli utenti (formazione, assistenza, configurazione delle applicazioni, gestione dei dati utente)

## Sicurezza e privacy
Per adempiere alle regolamentazioni del nuovo codice per la privacy e delle leggi sulla sicurezza è necessario operare sia sul fronte telematico attraverso l'installazione di opportune protezioni hardware e software che sull'aspetto della sicurezza attiva e passiva del luogo avvalendosi dei servizi resi da sistemi di allarme ambientali e periferici.

### Ambientale e periferica
È opportuno installare un sistema di allarme e sicurezza con Centrale dotata di combinatore telefonico su rete mista analogica/GSM e Tamper di sicurezza anti-sabotaggio.
Tale sistema di allarme gestisce l'esterno dell'edificio servendosi di sensori inerziali e sensori magnetici montati su porte e finestre; l'interno dell'edificio è controllato attraverso l'uso di sensori volumetrici ed acustici. Tutti i sensori devono essere dotati di tamper di sicurezza controllati dalla Centrale.
È necessario dotare la struttura di telecamere a circuito chiuso ed illuminazione completa comandata da sensori di movimento. Le telecamere, di tipo compatibile con protocollo TCP/IP, sono connesse direttamente alla rete dati permettendo un controllo anche remoto della situazione.
Per il controllo oltre i limiti della proprietà si rende necessario richiedere l'apposito permesso secondo le leggi ed i regolamenti di cui all'appendice B.
L'accesso alla struttura è regolamentato attraverso l'uso di badge: tali sistemi di controllo degli accessi danno la possibilità di consentire il passaggio alle persone abilitate tramite un dispositivo di lettura oppure tramite riconoscimento vocale citofonico e permettono di registrare e verificare i transiti effettuati.

### Telematica
È opportuno installare un firewall hardware a monte della connessione ad Internet per verificare e gestire il traffico in entrata ed in uscita dalla rete locale.
La rete Wireless inoltre deve essere dotata di protezione Wep (qualora non fosse possibile affidarsi al WPA), controllo degli indirizzi MAC e autenticazione tramite server Radius o con un IDS.

## Personale impiegato

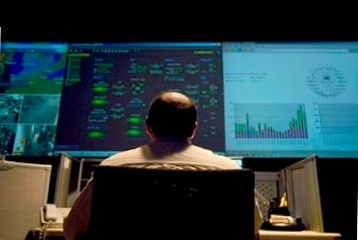
Un ingegnere operativo che supervisiona una sala di controllo delle operazioni di rete di un CED (2006)

### Coordinatore tecnico-commerciale
È la persona che si occupa dell'economato, vagliando le soluzioni informatiche più adatte.

### Consulente informatico
Si ricorre al consulente informatico in specifiche occasioni, soprattutto in concomitanza con particolari progetti o situazioni. Nel settore IT il termine si utilizza con due significati: per i fornitori di soluzioni la persona che materialmente va dal cliente a svolgere il progetto di configurazione, a volte installazione e formazione relativo al sistema/applicazione (in questo caso, è anche denominato "consulente applicativo"); in senso proprio: specialista a contratto, dotato di competenze molto specifiche relativo ad un argomento.

### Manager EDP
Un manager addetto all'elaborazione automatica dei dati è un dirigente d'azienda preposto alla gestione dell'infrastruttura e organizzazione delle risorse informatiche, ed è solitamente posto alla direzione di un apposito ufficio.

### Sistemista
Tratta reti locali e sistemi server, proponendo al cliente delle soluzioni tecnologiche per sfruttare al meglio l'informatizzazione della società. Spesso interviene dove il tecnico HW-SW ha difficoltà. Offre soluzioni informatiche di più ampio respiro, considerando l'impatto economico e la scalabilità. È una figura che tende a perdere parte della propria "tecnicità" per avvicinarsi ad un'opera di consulenza, quindi dovrà essere in grado di gestire un progetto e trattare con i livelli dirigenziali delle aziende.

### Sviluppatore software
Sviluppa applicazioni sfruttando linguaggi visuali quali BASIC, C, Java, Python. Lavora in gruppo, e si occupa di analizzare la struttura dell'applicazione, e proporre le soluzioni tecnologiche migliori.

### Sviluppatore web
Si occupa dello sviluppo di pagine web sfruttando programmi di creazione di siti o tecnologie tra le quali HTML, ASP, PHP, python, JSP, script.

### Tecnico hardware
Si occupa di assemblare hardware, periferiche e reti locali. Si occupa inoltre della configurazione dei sistemi operativi per l'utilizzo delle periferiche trattate.

### Tecnico hardware-software
È una figura che si occupa di gestire PC Client/Server all'interno di piccole reti. Offre anche supporto nell'utilizzo del PC e degli applicativi utilizzati nelle varie realtà aziendali.

### Specialista mobile
È l'addetto, sempre più necessario, dei sistemi operativi, applicazioni e hardware del vasto mondo dei dispositivi mobili e della loro integrazione con il resto delle risprse.

### Tecnico EDP
Un tecnico EDP si occupa di gestire la parte informatica dell'azienda anche appoggiandosi a consulenti o tecnici esterni. È un ruolo che spazia dall'aiuto degli utenti nell'utilizzo dei software alla gestione dei sistemi server dell'azienda.

### Specialista cybersecurity
Persona che fa parte del reparto che si occupa dell'articolato ma critico settore cybersecurity. Ad un livello manageriale, si interessa anche di sicurezza delle informazioni, in particolare la privacy.

## Data center
CED è un termine che è utilizzato dai professionisti IT solo nei casi in cui l'infrastruttura sia di dimensione ridotte e quindi per lo più interna all'organizzazione che ne usufruisce. Quando ci si riferisce alle imprese specializzate ovvero quelle che hanno come offerta la server farm e/o il cloud computing insieme a tanti altri servizi correlati, allora il termine designato è data center.
Tra le certificazioni tipiche dei data center quelle rilasciate dall'Uptime Institute e quelle relative allo schema ANSI TIA 942 sono le più storiche e conosciute: prevedono diversi livelli (tier) a seconda delle prestazioni raggiungibili dal data center. A livello europeo esiste la certificazione EN 50600 "Information technology – Data Center facilities and infrastructures" che offre una guida esaustiva alla progettazione, installazione ed esercizio dei siti/provider. A seconda di quale delle norme specifiche (impiantistica, connessione e linee, etc) richiamate dalla EN 50600 il sito è conforme, il data center può essere certificato livello 1, 2 o 3. Questa norma europea è stata recepita a livello internazionale come ISO/IEC TS 22237 "Data centre facilities and infrastructures" (suddivisa in 7 parti a seconda dell'aspetto strutturale del sito) che però non è uno standard di sistemi di gestione.

### Protezione e sicurezza dei data center
Le informazioni sono sempre più soggette a malware e altre minacce informatiche, ma molto frequente è anche il furto fisico di dati in loco; se per evitare le minacce degli hacker se ne occupa lo specialista in cybersecurity, per evitare l'intromissione di estranei all'interno e all'esterno dei data center è opportuno optare per dei dispositivi di sicurezza ambientale idonei al sito.